# ゲイリー・ヴェイナチャック
ギャリー・ヴァイナーチュック (Gary Vaynerchuk、1975年11月14日 - 、(ロシア語: Гари (Геннадий) Вайнерчук)、出生名はゲナディ・ヴェイナチャック は米国のシリアル起業家（次々と起業する人）、ニューヨークタイムズベストセラー作家（過去4冊）、演説家、国際的に認められているインターネットセレブリティである。  ヴァイナーチュックは、家業のワイン事業を300万ドルから6000万ドル規模に成長させたワイン評論家として元々知られていたが、今ではニューヨークを本拠地とするVaynerMediaおよびVaynerXでのデジタル・マーケティングとソーシャルメディア・パイオニアとして最も知名度が高い。
ヴァイナーチュックは 会社、Birchbox（バーチボックス）、 スナップチャット, Facebook（フェイスブック）, Twitter（ツイッター）、 Tumblr（タンブラー）のエンジェル投資家/アドバイザーである。アントレプレナーシップやテクノロジー関連の国際会議で定期的に基調講演を行っている。

## 生い立ち
ヴェイナチャックは ソビエト連邦バブルイスク（現ベラルーシ） で生まれたが、米国の小麦と引き換えに ソビエトのユダヤ人 が国外に出ることを可能にした SALT I戦略的武器制限条約I にソ連が合意した後、1978年に米国に移民した。 ゲイリーを含む一家8人は ニューヨークのクイーンズ のワンルームアパートに住んでいた。 クイーンズに住んだ後、一家は ニュージャージー州エジソン に引っ越した。そこでヴェイナチャックはレモネードスタンドのフランチャイズ経営を始め、週末にはベースボールカードを交換し、数千ドルを稼いでいた 。 14歳で、彼は実家のワイン店を手伝い始めた。1998年にヴェイナチャックはマサチューセッツ州ニュートン市 の マウントアイダ大学（Mount Ida College) を卒業した。

## 職歴

### Wine Library
1999年、大学を卒業したヴェイナチャックはニュージャージー州スプリングフィールドにある父親の店「Shopper's Discount Liquors」の日々の管理を任された。ゲイリーは店の名前を「Wine Library」に変え、オンライン販売を開始。そして2006年に、ワインを紹介するWine Library TVと題する毎日放送されるウェブキャストを始めた。
ヴェイナチャックは電子コマース、電子メールマーケティング、価格戦略を組み合わせ、300万ドルだった事業を2005年までに6000万ドルにまで成長させた。2011年8月、ヴェイナチャックは2009年に兄弟とともに設立した ディジタルエージェンシー | digital ad agency、VaynerMediaに本腰を入れるために、それまでの事業をいったん離れることを表明した。

### VaynerMedia
2009年に、ゲイリーは兄弟のエイジェー（AJ）ヴェイナチャックとともにソーシャルメディアを重視したディジタルエージェンシー、VaynerMedia を立ち上げた。 この会社は、ゼネラルエレクトリック（General Electric）、アンハイザーブッシュ（Anheuser-Busch）、モンデレツ（Mondelez）、ペプシコ（PepsiCo）といったフォーチュン500企業にソーシャルメディア・戦略サービスを提供している。 2015年、VaynerMediaは Advertising Age|AdAgeの A級代理店の一つに選ばれた。 2016年にVaynerMediaは従業員600人を擁し、1億ドルを売り上げている。 また、ブランドと映画製作者をデジタルコンテンツでつなげるためにVimeo と提携した。

### The Gallery
2017年にウォールストリートジャーナル（The Wall Street Journal）はヴェイナチャックがThe Galleryという新会社を立ち上げたと報じた。この会社には、ヴェイナチャックが先に買収していたPureWow、RSE Venturesをはじめとするいくつかのメディアやクリエイティブコンテンツプロパティが含まれている。 PureWowのCEOライアン・ハードウッド（Ryan Harwood）がThe GalleryのCEOを務めている。デジタルエージェンシーであるVaynerMediaの姉妹会社Marketing Diveは、PureWowについて「VaynerMediaとの合併により、社内のチームとリソースが充実し、ビデオ能力が増した。」と述べている。

## 投資
ヴェイナチャックはエンジェル投資家として数々の個人投資をしてきた。その一つが2017年の女性出版社PureWowである。その他にも、ウーバー（Uber）、フェイスブック（Facebook）、ツイッター（ Twitter）、ヴェンモ（Venmo）など、数十のスタートアップ企業に投資している。

### VaynerRSE
タンブラー（Tumblr）とバディメディア（Buddy Media）から手を引いた後、ヴェイナチャックはRSE Ventureのマット・ヒギンズ（Matt Higgins） (事業家)|Matt Higginsと2500億ドルの投資ファンド VaynerRSE を始めた。この投資ファンドはマイアミ・ドルフィンズ（Miami Dolphins）のオーナー、ステファン・ロス（Stephen Ross）が支援している。消費者テクノロジーに重点を置き、従来のエンジェル投資に加えて、business incubator|インキュベーターとしての役割を果たす。

### BRaVe Ventures
2014年、ヴェイナチャックはソーシャルTV起業家のジェシー・レドニス（Jesse Rednis）、デイビッド・ベック（David Beck）とパートナーを組んでBRaVe Ventures社を発足した。これは、新興技術と資金についてテレビネットワークに助言し、最新のマルチスクリーンと[ソーシャルネットワーク]のスタートアップ企業や技術を育成する会社である。 2016年11月、 バライエティ（Variety）誌はターナー・ブロードキャスティングシステム（Turner Broadcasting System）がその代表ブランドであるTBSおよびTNTの事業と戦略の開発のためにBRaVe Ventures社を買収したと報道した。

### VaynerSports
2016年にヴェイナチャックはスポーツエージェンシー、Symmetry社に投資し、スポーツ選手の代理としてフルサービスを提供するVaynerSports社を立ち上げた。2017年、VaynerSports社はジェイレン・リーブス・メイビン（Jalen Reeves Maybin）やジョン・トス（Jon Toth）を含む全米フットボールリーグ（NFL）のドラフト参加者と契約を結んだ。

## メディア

### Planet of the Apps
2017年2月、アップル（Apple）社とプロパゲイト（Propagate）社は「Planet of the Apps」というリアリティテレビ番組の連続放送の開始を発表した。この番組にはヴェイナチャックのほかウィル・アイ・アム（will.i.am）とグウィネス・パルトロー（Gwyneth Paltrow）がレギュラー出演している。 投資を求めて競い合うアプリ開発者をヴェイナチャックらが評価するこの番組は、シャークタンク（Shark Tank）と アメリカン・アイドル（American Idol）を掛け合わせたような番組と言われている。この連続番組の中で、キャストはプロダクト・ハント（Product Hunt）とともにオースティン、サンフランシスコ、ロサンジェルス、ニューヨークを訪れる。

### DailyVee
DailyVeeはYouTubeで毎日放送されている連続ビデオドキュメンタリーである。父親、事業家、そしてCEOとしてのヴェイナチャックの生活を記録して描き出している。2015年に放送が開始された。ヴェイナチャックがVaynerMediaでの面接やインタビュー、放送投資家との会議、戦略会議などをライブで録画している。 番組の中でヴェイナチャックはソーシャルメディア戦略を実施し、中でも特に Snapchatに焦点を当ててソーシャルメディアマーケティングがどんなものかを示している。

### The #AskGaryVee Show
2014年にヴェイナチャックは彼個人のコンテンツ制作チームとともに YouTubeで#AskGaryVee Showを開始した。この番組の中でヴェイナチャックはツイッターとインスタグラム（Instagram）から質問を受け、持ち前のクイックさで回答する。 この番組で採用される主に起業家精神、家族、ビジネスに関連する質問は、制作チームによって事前に審査されるが、各番組の収録までヴェイナチャックには明かされていない。The AskGaryVee Showをもとに、ヴェイナチャックの4冊目の本「AskGaryVee:One Entrepreneur's Take on Leadership, Social Media, and Self-Awareness（ゲイリーヴィーに尋ねる：リーダーシップ、ソーシャルメディア、自己認識についての一起業家の考え」が刊行された。

### 「Wine Library TV」
ヴェイナチャックは2006年から2011年にかけて、ワインの評価、試飲、アドバイスをするYoutubeのビデオブログ「Wine Library TV」(「WLTV」または「The Thunder Show」)のホストを務めた。この番組が開始されたのは2006年であり、毎日、ニュージャージー州スプリングフィールドのWine Libraryストアで制作が行われた。 ヴェイナチャックは2008年12月のマルチニアー（Mutineer）の表紙を飾り、マルチニアー・インタビュー（Mutineer Interview）」シリーズが始まった。 ゲストには、ジャンシス・ロビンソン（Jancis Robinson）、ハイディ・バレット（Heidi Barrett０、ケヴィン・ローズ（Kevin Rose）、ティモシー・フェリス（Timothy Ferriss）、 CNBCの「Mad Money」のジム・クレイマー（Jim Cramer）、ウェイン・グレツキー（Wayne Gretzky）、ディック・ヴァーメイル（Dick Vermeil）といったセレブリティが含まれていた。
2011年の1,000本目のエピソードをもってヴェイナチャックはこの番組を降り、代わりにビデオポッドキャスト「The Daily Grape」を始めた。2011年8月、ヴェイナチャックは「Daily Grape」の中でワインビデオブログからリタイアすると発表した。

### Wine & Web
2010年にヴェイナチャックは Sirius XM衛星ラジオで「Wine & Web」の放送を開始した。新しいワインの試飲をする「Wine of the Week」特集を、便利器具、トレンド、新興企業を扱う「Web of the Week」特集と組み合わせて、番組の中で紹介している。

## 著書

### 「Crush It!」
2009年3月、ヴェイナチャックは百万ドル強でハーパースタジオ（HarperStudio）と全10刊の著作契約を結び、2009年10月、その初刊となる「Crush It!Why Now is the Time to Cash in on your Passion（なぜ今、情熱を金に換える時なのか）」が発売された。 発売から1週間で「Crush It!」はウェブ市販本アマゾンベストセラーの1位になる。さらに、ニューヨークタイムスのハードカバーアドバイス・ベストセラーリストとウォールストリートジャーナルのベストセラーリストでいきなり2位に登場した。「Crush It!」は ReadWrite、CBSニュース、「Psychology Today」で特集された。 また、「Crush It!」はVookプラットホーム上で最初に発売された本にも含められた。

### 「The Thank You Economy」
2011年、ヴェイナチャックの2冊目の本「The Thank You Economy」はニューヨークタイムスのハードカバーアドバイス・ベストセラーリストで2位まで上った。この本はビジネスと消費者のよい関係を築く数字とソフトなファクターを探究している。

### 「Jab, Jab, Jab, Right-Hook」
2013年、ヴェイナチャックの3冊目の本「Jab, Jab, Jab, Right Hook:How to Tell Your Story in a Noisy Social World（騒々しいソーシャルワールドでいかに自分を伝えるか）」がハーパービジネス出版（Harper Business）から発売された。彼のこの3冊目の本は、主要なソーシャルメディアプラットホームで成功あるいは失敗したキャンペーンや戦略に焦点を当て、ビジネスが避けるべき、あるいは採用すべきソーシャルメディアマーケティングの戦略とタクティクスを示している。「Jab, Jab, Jab, Right-Hook」は発売後すぐにウォールストリートジャーナルのビジネス書籍リストで1位、ニューヨークタイムスのハードカバーアドバイス・ベストセラーリストで4位になった。

### 「AskGaryVee:One Entrepreneur's Take on Leadership, Social Media, and Self-Awareness（リーダーシップ、ソーシャルメディア、自己認識についての一起業家の考え）」
2016年3月、ヴェイナチャックの4冊目の本「AskGaryVee:One Entrepreneur's Take on Leadership, Social Media, and Self-Awareness」がハーパーコリンズ社（Harper Collins）の一部であるハーパービジネス出版から発売された。ヴェイナチャックのYouTubeシリーズ「#AskGaryVee」に基づいて、彼がベストな質問と答えを選んで編纂し、自己認識、子育て、起業家としての大変さを含むカテゴリーに沿った一つの小説に仕上げた。「#AskGaryVee」はヴェイナチャックの4つ目のニューヨークタイムス ベストセラーとなった。

## 功績等
ヴェイナチャックを扱ったこれまでの特集記事：ニューヨークタイムス、「ウォールストリートジャーナル」, 「GQ (magazine)|GQ」、「タイム誌（Time (雑誌)|Time」 番組出演：「Late Night with Conan O'Brien」、「The Ellen DeGeneres Show|Ellen」。 2000年代、ヴェイナチャックは「YouTubeの時代」の最初のワインの巨匠と称された。 「ワイン界の新しいスーパースター」、 ロブ・ニューサム（Rob Newsom,）、ワシントン州ワインメーカー。「Robert M. Parker, Jr.|ロバート・パーカー（Robert Parker）を除いて、おそらくアメリカで最も影響力のあるワイン評論家だろう。」2003年、マーケットウォッチ（Market Watch）誌はゲイリー・ヴェイナチャックに同誌のマーケットウォッチ・リーダー賞を授与、ゲイリーは同賞の最年少の受賞者となった。2009年7月、Decanter (magazine)|デカンター誌（Decanter）はヴェイナチャックの「ブログパワーのすごさ」を理由に、彼をワイン業界人影響力ランキング「パワーリスト」の40位に挙げている。
2011年、ウォールストリートジャーナルはその「ツイッターの中小企業界大物」リストにヴェイナチャックを挙げ、また、ブルームバーグ（Bloomberg）のビジネスウィーク（Business Week）は彼を「すべての起業家がフォローすべき人物20人」に挙げている。 2013年、ヴェイナチャックはインク（Inc）誌11月号の「4大ソーシャルメディアプラットホーム攻略法」特集に取り上げられ、表紙を飾った。
2014年、彼はフォーチュン（Fortune）誌の「40前の40人」に選ばれ、また、ミス・アメリカ大会の審査員に選ばれた。2015年、彼は「クレインが選ぶニューヨークビジネス界の40前の40人」、また、Inc誌の「知っておくべきソーシャルメディア基調演説者トップ25」に選ばれた。 2016年、ヴェイナチャックは天才賞（Genius Awards）の審査員を務めた。

## 参照
1. ↑  “Gary Vaynerchuk - Do u live in San Diego ?I'm doing a...|Facebook”. www.facebook.com. 2016年4月18日閲覧。
2. ↑  Lapidario, Milie (2012-02-04) (英語). Quicklet On Gary Vaynerchuk's Crush It!(CliffsNotes-like Book Summary). Hyperink Inc. ISBN 9781614647652
3. 1 2  “Gary Vaynerchuk is buying PureWow, a women's media company that generated about $20 million in 2016”.   Business Insider. 2017年2月20日閲覧。
4. ↑  “How Gary Vaynerchuk Scales The Unscalable”.  Forbes. 2017年2月20日閲覧。
5. ↑  “Millionaire Gary Vaynerchuk Shares His Secrets on Personal Branding”.   Entrepreneur magazine. 2017年2月20日閲覧。
6. ↑  Johnson, Eric (2016年7月21日). “Entrepreneur and investor Gary Vaynerchuk 'cannot wait' for the startup armageddon”. Vox.   Recode. 2024年8月6日閲覧。
7. ↑  Roberts, Daniel (2014年12月8日). “Is Gary Vaynerchuk for real?”.   Fortune. 2024年8月6日閲覧。
8. ↑  “What Price a Soviet Jew?”. The New York Times. (1981年2月22日). ISSN 0362-4331 2016年12月9日閲覧。
9. ↑  Gary Vaynerchuk (2016-03-19), SXSW Keynote 2016 2016年12月9日閲覧。
10. ↑  “Gary Vaynerchuk Reveals the Skill That Made Him Millions (and That Anyone Can Learn)”.   Inc. magazine. 2017年2月20日閲覧。
11. ↑  Friend, tad."V-va-va-voom!", The New Yorker, June 7, 2010.Accessed January 31, 2013."He thumped his heart.'I was born in the Soviet Union, and we were poor when we came here' — to Edison, New Jersey — 'so it's incredible to me that that many people are interested.'"
12. ↑  Asimov, Eric (2009年9月8日). “Pop goes the critic”. The New York Times
13. 1 2  “At Wine Superstores, Tastings Are Just the Start” (2008年6月22日). 2016年10月10日閲覧。
14. ↑  “SELLING WINE THE WEB 2.0 WAY”. KERMIT PATTISON (2008年9月16日). 2017年6月1日閲覧。
15. 1 2  “Riding the Hashtag in Social Media Marketing”.   New York Times (2013年11月2日). 2017年6月1日閲覧。
16. 1 2  “Ad Age's 2015 Agency A-List Standouts:Grey, 180LA, AKQA and More”. 2016年12月9日閲覧。
17. ↑  “CNBC's 'Follow the Leader' Uncovers the Secrets to Entrepreneurial Success”.   CNBC. 2017年2月23日閲覧。
18. ↑  “Vimeo and VaynerMedia Create Exclusive Content Partnership”.   AdAge. 2017年2月23日閲覧。
19. ↑  “Gary Vaynerchuk Acquires Women’s Publisher PureWow”.   The Wall Street Journal. 2017年3月9日閲覧。
20. ↑  “Agency entrepreneur Gary Vaynerchuk buys women's lifestyle publisher”.   Marketing Dive. 2017年3月9日閲覧。
21. ↑  “How Gary Vaynerchuk Chooses Angel Investments”.   Inc. magazine. 2017年2月23日閲覧。
22. ↑  “Here’s what Gary Vaynerchuck is really up to with that new $25M fund (exclusive)”. Venture Beat (2014年2月14日). 2017年6月1日閲覧。
23. ↑  “The Daily Startup:Digital Media Veterans Launch BRaVe Ventures”.   The Wall Street Journal. 2017年2月23日閲覧。
24. ↑  “Jesse Redniss, David Beck, and Gary Vaynerchuk Form BRaVe Ventures”.   AdWeek. 2017年2月23日閲覧。
25. ↑  “Turner Taps Consultancy to Build Ventures Around TBS, TNT”.   Variety. 2017年3月8日閲覧。
26. ↑  “Gary Vaynerchuk Creates VaynerSports to Go After the Sports Agency Market with Social Media”. jobsinsocialmedia. (2016年6月14日) 2016年6月22日閲覧。
27. ↑  “VaynerSports gets off to quick start with NFL draft prospects”.   The Business Journals. 2017年2月23日閲覧。
28. ↑  “3 big-name celebrities will be mentors on Apple's new show about apps”.   Business Insider. 2017年2月23日閲覧。
29. ↑  “There’s nothing original about Apple’s first foray into original TV”.   QZ. 2017年2月23日閲覧。
30. ↑  “Somebody at Apple thought the reality show ‘Planet of the Apps’ really needed Jessica Alba”.   TechCrunch. 2017年2月23日閲覧。
31. ↑  “Gary Vaynerchuk:“Entrepreneurs, You’re Doing It Wrong””.  Huffington Post. 2017年2月23日閲覧。
32. ↑  “Gary Vaynerchuk reveals the skill that made him millions and that anyone can learn”.   Inc. magazine. 2017年2月23日閲覧。
33. ↑  “#askgaryvee Changing the Mentoring Game for Young Entrepreneurs”.   Forbes magazine. 2017年2月23日閲覧。
34. ↑  “Why Gary Vaynerchuk's '#AskGaryVee Show' Is Marketing Gold”.   Entrepreneur magazine. 2017年2月23日閲覧。
35. ↑  Robinson, Jancis, Financial Times (2008年11月15日). “The online evangelist”. 2017年6月1日閲覧。
36. ↑  “Issue #3 Cover Mutineer, Gary Vaynerchuk, Appears on the CBS Early Show”. 2013年11月9日閲覧。
37. ↑  Dick Vermeil, Paul Smith and Gary Vaynerchuk - Episode #237
38. ↑  “Gary Vaynerchuk's Daily Grape”.   Eater magazine. 2017年2月23日閲覧。
39. ↑  “The Final Grape”. 2011年8月25日閲覧。
40. ↑  “Gary Vaynerchuk to Host Sirius XM Radio Show”.   AdWeek. 2017年2月23日閲覧。
41. ↑  Nelson, Sara (April 2, 2009). Twitter's "Garyvee" Vaynerchuk Gets A Book Deal.
42. ↑  Schuessler, Jennifer (2009年11月1日). “Hardcover Advice for the week of October 24, 2009”. The New York Times 2009年11月2日閲覧。
43. ↑  Cameron, Chris (2010年2月5日). “Weekend Reading:Crush It! by Gary Vaynerchuk”.   ReadWriteWeb. 2013年5月8日閲覧。
44. ↑  Pagliarini, Robert (2010年6月23日). “Book Review:Gary Vaynerchuck's Crush It!”.   CBS News. 2013年5月8日閲覧。
45. ↑  Brooks, Katharine (2010年2月7日). “Crush Your Dreams and Watch Them Take Off”.   Psychology Today. 2013年5月8日閲覧。
46. ↑  marketwire.com Gary Vaynerchuk's "Crush It!"Now a Vook
47. ↑  The New York Times The New York Times Best Sellers
48. 1 2  “NYT Best Sellers” (2013年12月15日). 2017年6月1日閲覧。
49. ↑  “Best-Selling Books Week Ended Dec. 1”. The Wall Street Journal. 2017年6月1日閲覧。
50. ↑  Rosen, Jan M. (2009年3月1日). “Be It Twittering or Bloggin, Its all about marketing”.   The New York Times. 2013年5月8日閲覧。
51. ↑  Vanessa O'Connell (2006年8月25日). “Ripe for Change:Wine Sales Thrive As Old Barriers Start to Crumble”. Wall Street Journal
52. ↑  Stein, Joel, TIME Magazine (2007年6月28日). “Totally Uncorked”. Time Inc.
53. ↑  tv.winelibrary.com “About Winelibrary TV”. 2007年2月24日閲覧。
54. ↑  Steinberger, Mike, Slate (August 1,). “Watch Me Drink!”. 2007 June 1, 2017閲覧。
55. ↑  Crosariol, Beppi, The Globe and Mail (2008年1月23日). “YouTube wine guru:A subtle hint of 'Big League Chew'”. Toronto
56. ↑  Foley, Stephen (2008年8月3日). “Gary Vaynerchuk:The wine world's new superstar”. London: The Independent
57. ↑  Page, Karen & Dornenburg, Andrew, Washington Post (2008年1月30日). “Suited for the Super Bowl”. The Washington Post
58. ↑  Decanter (July 2009)."The Power List", p.39
59. ↑  Lechmere, Adam, Decanter.com (2009年6月1日). “Power List 2009:Parker Gives Way to Constellation”
60. ↑  Sarah E. Needleman (2011年6月28日). “Twitter's Small-Business Big Shots”. Wall Street Journal
61. ↑  “How to Master the 4 Big Social-Media Platforms”.   Inc Magazine. 2013年10月26日閲覧。
62. ↑  “40 Under 40 |Crain's New York Business”. www.crainsnewyork.com. 2015年10月12日閲覧。
63. ↑  Segal, David (2013年11月2日). “Riding the Hashtag in Social Media Marketing”. New York Times
64. ↑  Fussman, Cal. “Gary Vaynerchuk:What I've Learned”.   Esquire. 2013年12月4日閲覧。